# Aldo Canazza
Aldo Canazza (* 4. Januar 1908 in Stanghella; † 21. Oktober 2002 in Pianoro) war ein italienischer Radrennfahrer und nationaler Meister im Radsport.

## Sportliche Laufbahn
Canazza war im Straßenradsport und im Bahnradsport aktiv. 1924 begann er mit dem Radsport. 1927 errang er 27 Siege in jener Saison. Von 1929 bis 1941 war er Unabhängiger und Berufsfahrer. Dreimal (1930, 1931 und 1935) gewann er das Eintagesrennen Giro del Veneto. 1930 gewann er die Coppa Città di Carpi, die Coppa Viscosa und die Coppa Miozzi. 1934 war er im Giro di Romagna vor Nino Sella erfolgreich. 1934 siegte er in der Coppa San Geo. Zweiter wurde er 1930 bei Milano–Modena und im Giro del Piemonte. 1934 wurde er beim Sieg von Learco Guerra Dritter der nationalen Meisterschaft im Straßenrennen.  
Den Giro d’Italia bestritt er sechsmal. 1929 wurde er 51., 1931 17., 1932 52., 1933 31. der Gesamtwertung. 1934 und 1935 beendete er die Rundfahrt nicht. In der Tour de France 1932 war er als Domestik für Alfredo Binda ausgeschieden. 
Während des Zweiten Weltkrieges wurde er verhaftet und zur Zwangsarbeit nach Deutschland deportiert.